# Doxa (jagare)
Doxa (grekiska: Τ/Β Δόξα, "Ära") var en grekisk jagare av Niki-klass som tjänstgjorde i grekiska flottan 1907-1917. Fartyget, tillsammans med hennes tre systerfartyg i Niki-klassen, beställdes från Tyskland 1905 och byggdes på skeppsvarvet Vulcan i Stettin.
Hon deltog i strid under Första Balkankriget 1913. Under första världskriget gick Grekland sent in i kriget på trippelententens sida och på grund av Greklands neutralitet beslagtogs de fyra fartygen i Niki-klassen av de allierade i oktober 1916. De togs över av fransmännen i november och tjänstgjorde i franska flottan till 1917. Den 17 juni 1917, då under franskt befäl och med en helt fransk besättning, attackerades Doxa och sänktes av den tyska ubåten UB-47 nära den grekiska ön Milos.